# Phyllodactylus darwini
Phyllodactylus darwini är en ödleart som beskrevs av  Taylor 1942. Phyllodactylus darwini ingår i släktet Phyllodactylus och familjen geckoödlor. Inga underarter finns listade i Catalogue of Life.